# استیگ توفتینگ
استیگ توفتینگ (دانمارکی: Stig Tøfting؛ (زادهٔ ۱۴ اوت ۱۹۶۹ در آرهوس) یک بازیکن فوتبال اهل دانمارک است.

## باشگاهی
از باشگاه‌هایی که در آن بازی کرده‌است می‌توان به بولتون واندرز، هامبورگ، باشگاه ورزشی آرهوس، باشگاه فوتبال تیانجین تدا و باشگاه فوتبال ام‌اس‌وی دویسبورگ اشاره کرد.

## تیم ملی
وی همچنین در تیم ملی فوتبال دانمارک بازی کرده‌است.